# 시몬 디너스틴
시몬 앤드리아 디너스틴(영어: Simone Andréa Dinnerstein, 1972년 9월 18일 ~ )은 미국의 피아니스트이다. 2007년의 골드베르크 변주곡 연주로 큰 주목을 받았다. 아버지는 화가 사이먼 디너스틴이다.
그녀는 이건음악회의 초청으로 2013년 내한하여 연주회를 열었다.